# Eisenkappel-Vellach
Eisenkappel-Vellach es una localidad del distrito de Völkermarkt, en el estado de Carintia, Austria, con una población estimada a principio del año 2018 de 2306 habitantes. 
Se encuentra ubicada al sureste del estado, cerca de la frontera con Eslovenia.